# Zamek w Szarleju
Zamek w Szarleju – nieistniejący zamek z XIV wieku położony we wsi Szarlej na Kujawach, w województwie kujawsko-pomorskim.

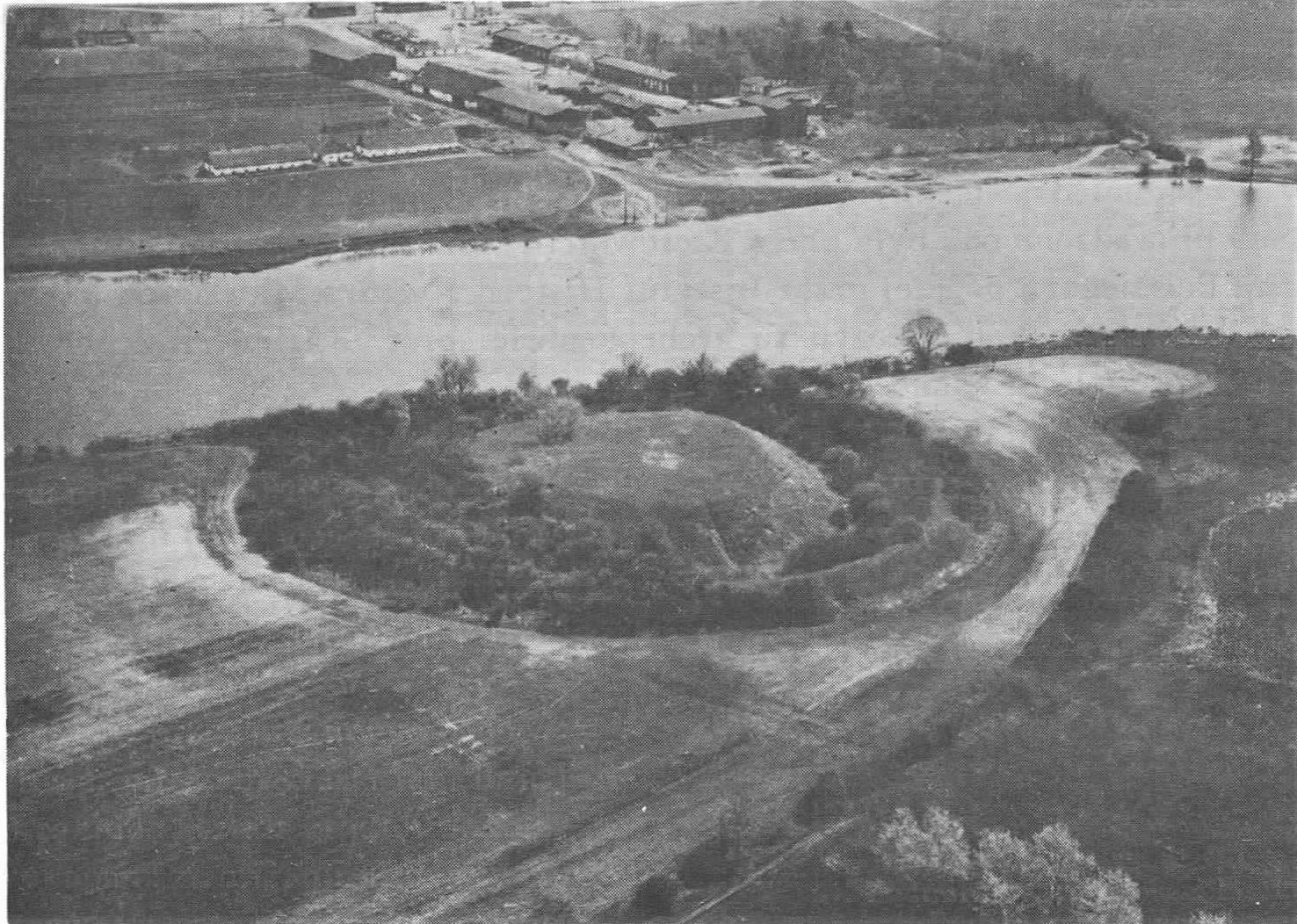
Zamczysko w Szarleju nad Jeziorem Szarlejskim.

Na zachodnim brzegu obecnego Jeziora Szarlejskiego zachowały się pozostałości wałów średniowiecznego zamku. Warownia powstała przypuszczalnie na polecenie księcia gniewkowskiego Władysława Białego pomiędzy latami 1332-1362.  
Plateau wzgórza zamkowego ma obecnie około 50 m średnicy, wznosząc się na wysokość około 10 m (względem otoczenia), od zewnątrz zaś założenie otacza dodatkowy wał ziemny szeroki na około 12 m i wysoki na około 3 m oraz podwójny pierścień fosy. 

## Historia
Z powodu zniszczenia Gniewkowa w roku 1332 przez wojska Zakonu krzyżackiego, Szarlej stał się faktyczną siedzibą księcia Władysława Białego, z której zarządzał księstwem gniewkowskim. Znany jest m.in. dokument, który książę wystawił w Szarleju w dniu 24 maja 1353 roku. Być może już wtedy książę ufortyfikował swoją siedzibę. Zamek w Szarleju jako należący do Władysława Białego castrum Garle wspomniany został po raz pierwszy w źródłach z lat 1362-1363. Na przełomie 1363-1364 roku Władysław Biały zastawił za 1000 florenów polskiemu królowi Kazimierzowi Wielkiemu całe księstwo gniewkowskie wraz z Gniewkowem i Szarlejem.
Kronikarz Janko z Czarnkowa zanotował, że w czasach panowania króla Ludwika Węgierskiego zamki we Włocławku, Złotorii, Gniewkowie i Szarleju we wrześniu 1373 roku opanował Władysław Biały, który w tym celu wrócił na Kujawy z Dijon we Francji. Janko z Czarnkowa przy opisywaniu tych wydarzeń napisał, inexpugabile castrum Sarley - czyli o niedostępnym/niemożliwym do zdobycia siłą zamku Szarlej. Dodał także, że podczas zajmowania zamku załoga zamku zabiła w bramie niejakiego Twocha "...praeter unum solum, nomine Twoch, qui ducem praecedens castrum Sarley intrare voluit, quem castrenses ibidem in valva castri occiderunt" ("z wyjątkiem jednego, imieniem Twoch, który chciał wejść do zamku Sarley przed księciem i którego żołnierze zabili przy bramie zamku").
Władysław Biały zajmował Szarlej krótko, ponieważ wobec szybkiej reakcji lojalnej wobec Ludwika szlachty wielkopolskiej i kujawskiej dowodzonej przez Sędziwoja z Szubina, zmuszony był poddać zamek. 
W latach 1378-1391 Szarlej należał wraz z Gniewkowem do księcia Władysława Opolczyka. 
W 1441 roku zanotowano w dokumentach miejscowego burgrabię, którym był Stanisław z Maszenic. Pełnił on swoją funkcję z ramienia wojewody Mikołaja Szarlejskiego ze Ściborza. Potwierdza to dalsze funkcjonowanie założenia obronnego, ale i pozwala przypuszczać, że obiekt ten wraz z przynależnymi dobrami przeszedł z rąk królewskich na własność prywatną rodziny rycerskiej. 
W 1489 roku obiekt w Szarleju wymieniono jako fortalicium. Ponownie taka wzmianka pojawiła się w roku 1493, gdy Mikołaj Kościelecki odkupił prawo bliższości do dóbr Szarlej wraz z zamkiem od siostrzeńców Mikołaja Szarlejskiego. Nieznane są późniejsze informacje na temat funkcjonowania warowni.